# Bildnis Christians II. (König von Dänemark)
Das Bildnis Christian II. (König von Dänemark)  ist ein Ölgemälde von Lucas Cranach dem Älteren (1472–1553). Es wurde um 1523 gemalt und existiert heute noch in vier Exemplaren. Eines ist im Schloss Sonderburg in Dänemark und ein weiteres im Museum der bildenden Künste in Leipzig ausgestellt. Die anderen beiden Exemplare befinden sich im Schloss Versailles.
Der halbe Körper von Christian II. (1481–1559) ist vor blauem Hintergrund dargestellt. Christian II. trägt einen Pelzmantel und eine schwarze Baskenmütze. Er hat den  Orden vom Goldenen Vlies an einem Band um den Hals. In seiner Hand hält er ein weißes Taschentuch und an seinem linken Daumen trägt er einen goldenen Ring. Christian II. war der letzte König der Kalmarer Union, in Schweden bekannt für das Stockholmer Blutbad im Jahr 1520. Nach seiner Absetzung als dänischer König im Jahr 1523 lebte er vorübergehend in Wittenberg, wo er sowohl mit Cranach als auch mit Martin Luther verkehrte.
Das Leipziger Gemälde ist knapp über der rechten Schulter des Königs mit Cranachs geflügelter Schlange signiert. Ein fünftes Porträt, etwas anders im Stil, aber zeitgleich, befindet sich in den Sammlungen des Germanischen Nationalmuseums in Nürnberg. Es ist außerdem am linken Bildrand signiert. Darüber hinaus ist das Wappen Dänemarks abgebildet, zu dem auch drei Kronen gehören. Das Sonderborg-Gemälde ist weder signiert noch datiert.

## Ähnlich

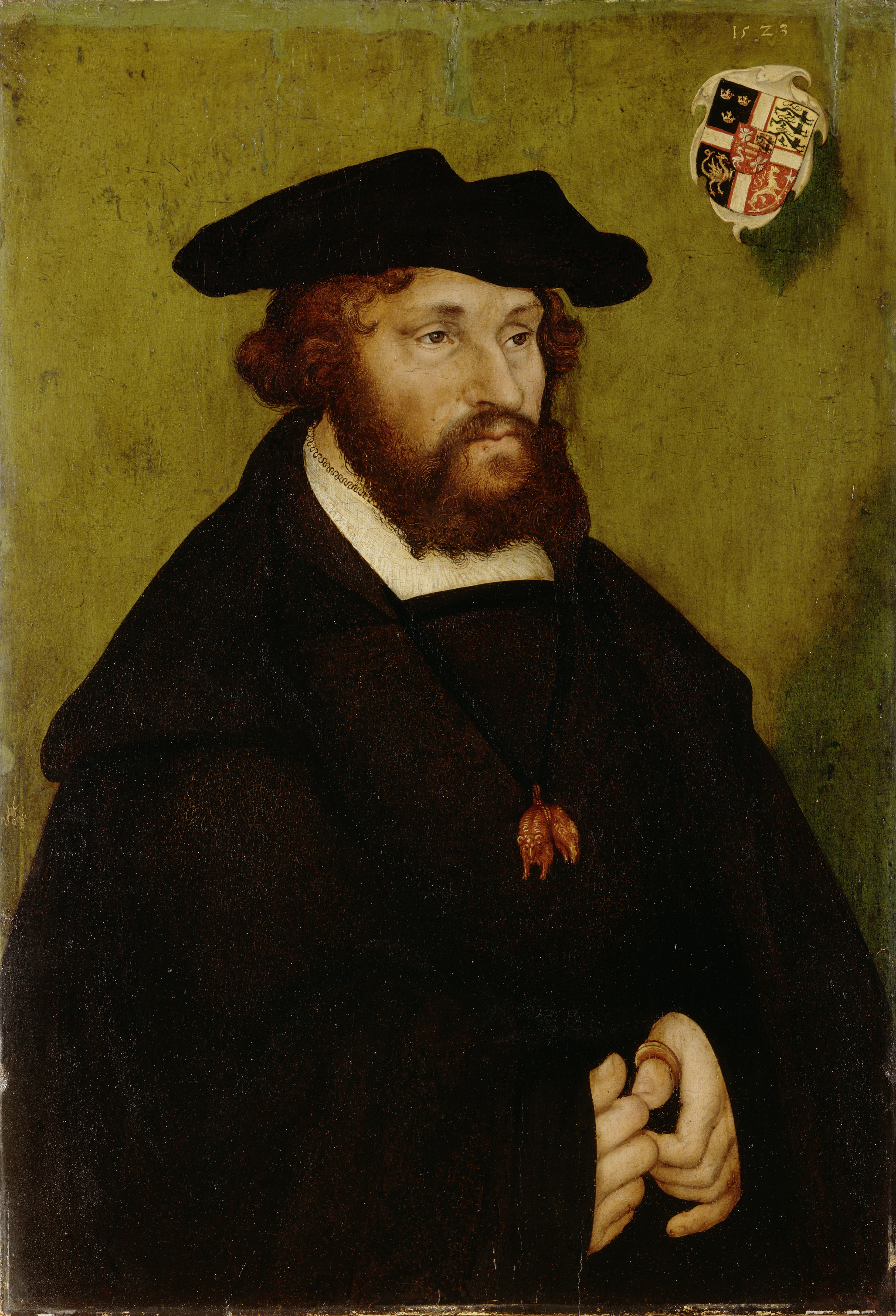
Die Version im Germanischen Nationalmuseum datiert 1523. Öl auf Lindenholzplatte.  55,2 × 38 cm.